# Militia Immaculatæ

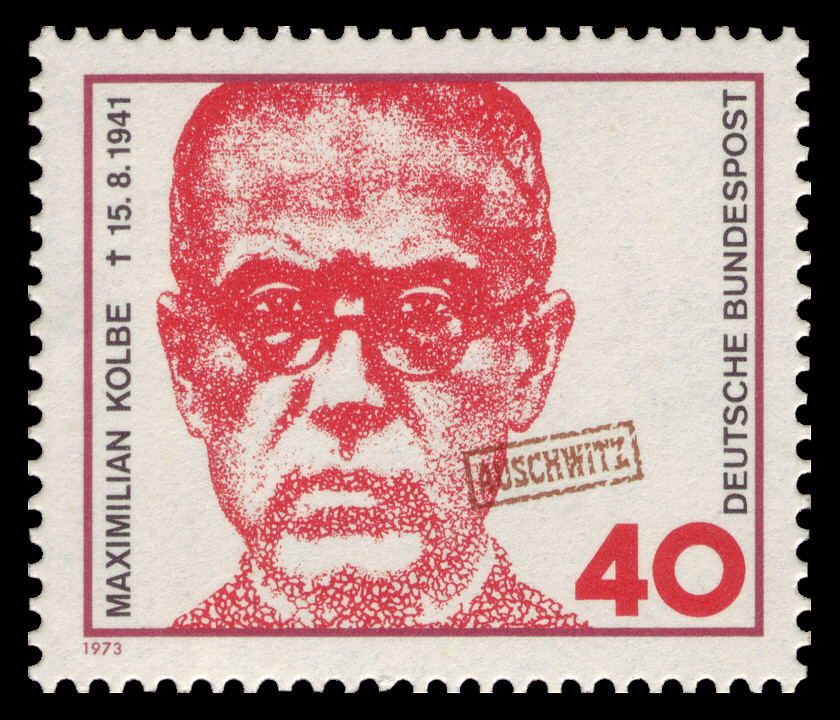
Maximilian Kolbe op een West-Duitse postzegel uit 1973

De Militia Immaculatæ (MI) of Missie van de Onbevlekte, ook wel "ridders van de Onbevlekte" genoemd, is een rooms-katholiek genootschap en evangelisatiebeweging gesticht in 1917 door de Poolse franciscaner pater Maximiliaan Kolbe in Rome. De MI werd in januari 1922 door paus Pius XI officieel goedgekeurd en is sindsdien wereldwijd actief.
De Militia Immaculatæ is oorspronkelijk ontstaan als een katholieke tegenbeweging tegen de vrijmetselarij. De MI tracht deze op georganiseerde wijze te bestrijden en is daardoor een anti-maçonnieke katholieke vereniging. Daarnaast worden eveneens de rotary en lions clubs door de MI als maçonnieke organisaties beschouwd.
De ridders ofwel leden van de Militia Immaculatæ zetten zich bijzonder in voor de bekering van de zowel individuele personen als de maatschappij tot het rooms-katholicisme. Daarbij worden de MI-leden bij hun intrede bijzonder toegewijd aan Maria Onbevlekte Ontvangenis. En zetten zich daarmee in voor de doelen en activiteiten van de MI zoals het verspreiden van de Wonderdadige medaille, lectuur, apostolaat en in sommige gevallen het creëren van alternatieve media. Alle MI-leden dienen praktiserend katholiek te zijn.
De Militia Immaculatæ verzet zich in navolging van pater Kolbe tegen de invloeden van de vrijmetselarij, het communisme, het zionisme en het kapitalisme. Het genootschap ziet zichzelf als een ridderorde die de strijd aan gaat met het ongeloof en het kwaad overeenkomstig met de boodschap van Onze-Lieve-Vrouw van Fátima. Daarmee wordt getracht satan, alle ketterijen en dwaalleren te verslaan met als doel de bekering van de gehele mensheid en alle zondaars. Naast de devotie tot de Heilige Maagd Maria van Maximiliaan Kolbe wordt eveneens de Mariale devotie van de Franse priester Louis-Marie Grignion de Montfort vaak door de MI gebruikt.
Na de vernieuwingen van het Tweede Vaticaans Concilie werd de Militia Immaculatæ drastisch hervormd. Zo werd de naam vervangen door "Missie van de Onbevlekte". Daarnaast werden de statuten van de MI gewijzigd, zodat de waardigheid van de mens meer centraal staat dan de bekering. Ook werd het specifieke gebed voor de bekering van de vrijmetselaars weggelaten.

## Graden
De Militia Immaculatæ kent een drievoudig gradensysteem. De graden worden automatisch verleend aan de hand van ondergenoemde criteria. Bij alle graden wordt de titel "Ridder" gevoerd. Voor verlening van de 2e graad wordt bij sommige MI-organisaties de akte van opname herhaald ter verduidelijking van de promotie van haar leden. De graden van hoog naar laag:
- 3e graad - Geestelijken die geheel tot de doelen van de MI zijn toewijd. Zij hebben een onbeperkte devotie tot de Heilige Maagd Maria.
- 2e graad - Leden van georganiseerde groepen die tot de doelen van de MI zijn toegewijd, zoals organisaties, verenigingen, stichtingen, jeugdbewegingen, kloosterorden of congregaties. Dergelijke organisaties beschikken over speciale statuten waarin de MI-doelstellingen zijn opgenomen.
- 1e graad - Leden (veelal leken) die individueel tot de doelen van de MI zijn toegewijd. De 1e graad wordt automatisch verleend bij opname in de Militia Immaculatæ.

De Militia Immaculatæ heeft wel een centrale internationale directie maar de aan haar toegewijde leden en organisaties zijn vrij om een eigen invulling te geven, binnen de richtlijnen en de statuten, om de beoogde doelen van de MI te bereiken.

## Schietgebed
Iedere ridder van de Immaculatæ is verplicht de wonderdadige medaille te dragen en eenmaal per dag het schietgebed van de MI te bidden:
"O Maria, zonder zonde ontvangen, bidt voor ons, die onze toevlucht tot U nemen, en voor allen die hun toevlucht niet tot U nemen, in het bijzonder de vrijmetselaars en allen die U zijn toevertrouwd."

## Militia Immaculatæ van de traditionele observantie
In 2000 werd de Militia Immaculatæ van de traditionele observantie opgericht binnen de Priesterbroederschap Sint Pius X (FSSPX) met toestemming van toenmalig generaal-overste bisschop Bernard Fellay. De Militia Immaculatæ van de traditionele observantie is volledig met de oorspronkelijke statuten en doelen van de Militia Immaculatæ opgericht zoals die door de stichter, pater Maximiliaan Kolbe, zijn vastgelegd. Daarbij verzet de MI volgens de traditionele observantie zich ook, naast de vrijmetselarij, het communisme, het zionisme en het liberalisme, tegen het modernisme binnen de katholieke kerk. Ook wordt de islam, het feminisme, lgbt-rechten en de seksuele revolutie door de MI bekritiseerd en bestreden.
In 2017 telde de Militia Immaculatæ van de traditionele observantie wereldwijd 100.000 ridders.
De "Militia Immaculatæ van de traditionele observantie" van de FSSPX staat volledig los van de na-conciliaire "Missie van de Onbevlekte", de hervormde Militia Immaculatæ in de reguliere katholieke kerk. Het gaat hierbij om twee verschillende organisaties.